# Libro delle stelle fisse

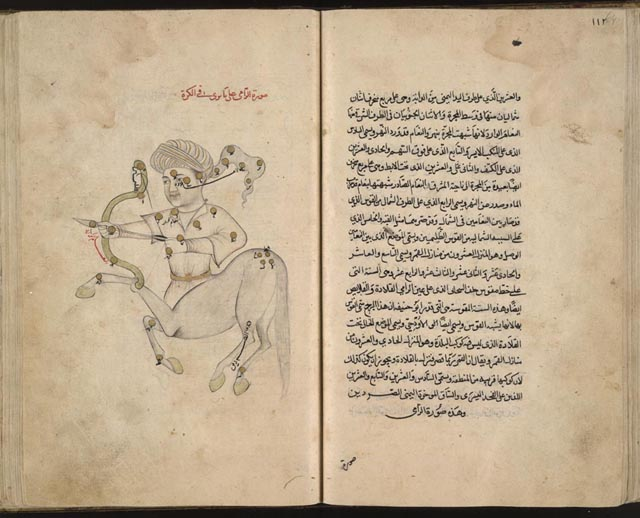
Libro di al-Ṣūfī

Il Libro delle stelle fisse (in arabo  كتاب الكواكب الثابتة‎?, Kitāb al-kawākib al-thābita) è un'opera composta da ʿAbd al-Raḥmān b. ʿUmar al-Ṣūfī intorno al 965 e dedicata al signore buwayhide ʿAḍud al-dawla.

## Storia e descrizione
Il libro fu scritto in arabo, sebbene l'autore fosse di origini persiane (nativo com'era di Rayy). Si trattava del tentativo di creare una sintesi dei lavori più importanti di astronomia risalenti all'età classica, in particolare dell'opera di Tolomeo, l'Almagesto.
Nel libro sono annotate le osservazioni e le descrizioni delle stelle, la loro posizione, la magnitudine e il loro colore apparente. I risultati sono presentati costellazione per costellazione e, per ciascuna di queste, al-Sūlī pensò a creare delle illustrazioni.
Contiene una descrizione e dei disegni di un oggetto chiamato nell'opera "Una piccola nube", nota attualmente come Galassia di Andromeda. Nell'opera è citata anche la Grande Nube di Magellano, chiamata "Bue bianco". Al-Ṣūfī segnalò tra l'altro che si mostrava sopra l'orizzonte solo dal sud dell'Arabia, mentre da Baghdad essa era invisibile.
Catalogò inoltre il gruppo della stella Omicron Velorum (IC 2391) come una "stella nebulosa", e citò un oggetto oggi noto come l'Ammasso Attaccapanni, nella costellazione della Volpetta.